# Margaret Bucknell Pecorini
Margaret Bucknell Pecorini (Filadelfia, 1879-Guttenberg, 1963) fue una pintora estadounidense.

## Trayectoria
Originaria de Filadelfia, Margaret Crozer Bucknell era hija del mecenas de la Universidad Bucknell, William Bucknell y su tercera esposa, superviviente del Titanic, Emma (Ward) Bucknell.
Estudió en París, en la Academia Julian, y ocasionalmente mostró trabajos en el Salón de París. Se casó dos veces, primero con Charles F. Stearns, presidente del Tribunal Supremo de Rhode Island, y la segunda vez con el conde Daniele Pecorini de Roma.
Trabajó para la Cruz Roja Internacional en Italia durante la Primera Guerra Mundial y en Londres durante la Segunda Guerra Mundial.
Como pintora, se especializó en retratos infantiles. El retrato de Pecorini de Janet Scudder está en la colección de la Academia Nacional de Dibujo de Estados Unidos, y una pintura titulada Baby in White Cap puede admirarse en el Museo Brooklyn.
Murió en Guttenberg, Nueva Jersey.